# Beta-L-N-acetilheksozaminidaza
Beta-L-N-acetilheksozaminidaza (EC 3.2.1.52, heksozaminidaza, beta-acetilaminodezoksiheksozidaza, N-acetil-beta--heksozaminidaza, N-acetil-beta-heksozaminidaza, beta-heksozaminidaza, beta-acetilheksozaminidinaza, beta-D-N-acetilheksozaminidaza, beta-N-acetil--heksozaminidaza, beta-N-acetilglukozaminidaza, heksozaminidaza A, N-acetilheksozaminidaza, beta-D-heksozaminidaza) je enzim sa sistematskim imenom beta-N-acetil--heksozaminid N-acetilheksozaminohidrolaza. Ovaj enzim katalizuje sledeću hemijsku reakciju
hidroliza terminalnih neredukujućih N-acetil--heksozaminskih ostataka u N-acetil-beta--heksozaminidima
Ovaj enzim deluje na N-acetilglukozide i N-acetilgalaktozide.

## Literatura
- Nicholas C. Price; Lewis Stevens (1999). Fundamentals of Enzymology: The Cell and Molecular Biology of Catalytic Proteins (Third изд.). USA: Oxford University Press. ISBN 019850229X.
- Eric J. Toone (2006). Advances in Enzymology and Related Areas of Molecular Biology, Protein Evolution (Volume 75 изд.). Wiley-Interscience. ISBN 0471205036.
- Branden C; Tooze J. Introduction to Protein Structure. New York, NY: Garland Publishing. ISBN 0-8153-2305-0.
- Irwin H. Segel. Enzyme Kinetics: Behavior and Analysis of Rapid Equilibrium and Steady-State Enzyme Systems (Book 44 изд.). Wiley Classics Library. ISBN 0471303097.

## Spoljašnje veze
- Beta-N-acetylhexosaminidase на 